# Florens Volley Castellana Grotte 2008-2009
Questa voce raccoglie le informazioni riguardanti la Florens Volley Castellana Grotte nelle competizioni ufficiali della stagione 2008-2009.

## Stagione
La stagione 2008-09 è per la Florens Volley Castellana Grotte, sponsorizzata dalla CGF Recycle, è la prima in Serie A1, dopo aver conquistato la promozione grazie al secondo posto ottenuto nella Serie A2 2007-08: come allenatore viene confermato Donato Radogna, mentre la rosa viene leggermente modificata rispetto a quella autrice della promozione, con gli innesti di Sônia Benedito, Ilijana Petkova e Danielle Scott; tra le conferme quelle di Annamaria Quaranta, Stefania Sansonna, Elisângela Pereira, Manuela Roani e Ludovica Dalia.
Il campionato inizia con una vittoria, per 3-1, in casa dell'Asystel Volley, mentre nella giornata successiva arriva la prima sconfitta ad opera del Volley Bergamo; a due successi di finale seguono poi tre stop consecutivi: nelle ultime sei giornate del girone di andata, la squadra di Castellana Grotte vince quattro sfide, portandosi al settimo posto in classifica. Il girone di ritorno comincia nuovamente con il successo sulla società di Novara, a cui però seguono sei sconfitte consecutive: la situazione migliora nelle fasi finali della regular season quando la squadra riesce ad aggiudicarsi cinque partite in sei disputate, qualificandosi per i play-off scudetto. Nei quarti di finale la sfida è contro il Robursport Volley Pesaro, il quale vince le due gare utili, entrambe per 3-0, estromettendo il club pugliese dal turno successivo.
Tutte le società partecipanti alla Serie A1 2008-09 sono di diritto qualificate alla Coppa Italia; nella prima fase la Florens Volley Castellana Grotte vince la gara di andata contro l'Asystel Volley, ma perde quella di ritorno: tuttavia, grazie ad un miglior quoziente punti, riesce a qualificarsi per i quarti di finale dove incontra il Volley Bergamo, che vince per 3-0 negando la semifinale alle pugliesi.

## Organigramma societario
Area direttiva
- Presidente: Giannantonio Netti

Area tecnica
- Allenatore: Donato Radogna
- Allenatore in seconda: Piero Acquaviva
- Scout man: Nicola Moliterni
- Assistente allenatore: Domenico Guglielmi

Area sanitaria
- Medico: Vincenzo Argese
- Preparatore atletico: Piero Zambetta
- Fisioterapista: Michele De Candia

## Rosa
| N° | Nome               | Ruolo | Data di nascita   | Nazionalità sportiva |
| -- | ------------------ | ----- | ----------------- | -------------------- |
| 1  | Danielle Scott     | C     | 1º ottobre 1972   | Stati Uniti          |
| 2  | Annamaria Quaranta | S/O   | 19 ottobre 1981   | Italia               |
| 3  | Pia Tribuzio       | L     | 28 giugno 1981    | Italia               |
| 4  | Elisângela Pereira | S     | 29 aprile 1980    | Brasile              |
| 5  | Ludovica Dalia     | P     | 25 settembre 1984 | Italia               |
| 6  | Manuela Roani      | S     | 13 febbraio 1983  | Italia               |
| 7  | Ekaterina Karalyus | S     | 21 marzo 1983     | Italia               |
| 10 | Ilijana Petkova    | C     | 10 novembre 1977  | Bulgaria             |
| 11 | Stefania Sansonna  | L     | 1º novembre 1982  | Italia               |
| 13 | Sônia Benedito     | S     | 10 gennaio 1978   | Brasile              |
| 14 | Elisa Moncada      | P     | 14 novembre 1987  | Italia               |
| 16 | Hanne De Haes      | C     | 19 giugno 1986    | Belgio               |

## Mercato
| Acquisti | Acquisti           | Acquisti            | Acquisti   |
| R.       | Nome               | da                  | Modalità   |
| -------- | ------------------ | ------------------- | ---------- |
| S        | Sônia Benedito     | Santeramo           | definitivo |
| C        | Hanne De Haes      | Branik              | definitivo |
| S        | Ekaterina Karalyus | San Vito            | definitivo |
| P        | Elisa Moncada      | Robur Tiboni Urbino | definitivo |
| C        | Ilijana Petkova    | Forlì               | definitivo |
| C        | Danielle Scott     | Finasa              | definitivo |
| L        | Pia Tribuzio       | Pontecagnano Faiano | definitivo |

| Cessioni | Cessioni             | Cessioni            | Cessioni   |
| R.       | Nome                 | a                   | Modalità   |
| -------- | -------------------- | ------------------- | ---------- |
| S        | Carmen Bellapianta   | Accademia Benevento | definitivo |
| S        | Antonela Bortolozzi  | ?                   | definitivo |
| L        | Stefania Natali      | Soverato            | definitivo |
| P        | Alice Quadri         | Azzurra Casette     | definitivo |
| C        | Diletta Sestini      | River               | definitivo |
| C        | Cristina Vinciarelli | San Vito            | definitivo |
| C        | Beatrice Zanotti     | Accademia Benevento | definitivo |

## Risultati

### Serie A1

#### Girone di andata
| 1ª giornata - 12 ottobre 2008 Sporting Palace, Novara         | Asystel            | 1 - 3 | Castellana Grotte | 18-25, 25-23, 21-25, 20-25        |
| 2ª giornata - 18 ottobre 2008 PalaGrotte, Castellana Grotte   | Castellana Grotte  | 1 - 3 | Bergamo           | 20-25, 25-16, 22-25, 27-29        |
| 3ª giornata - 26 ottobre 2008 PalaPaganelli, Sassuolo         | Sassuolo           | 1 - 3 | Castellana Grotte | 16-25, 17-25, 25-23, 14-25        |
| 4ª giornata - 2 novembre 2008 PalaGrotte, Castellana Grotte   | Castellana Grotte  | 3 - 0 | Vicenza           | 25-19, 25-20, 25-18               |
| 5ª giornata - 9 novembre 2008 Zoppas Arena, Conegliano        | Spes Conegliano    | 3 - 1 | Castellana Grotte | 25-19, 25-16, 21-25, 25-22        |
| 6ª giornata - 16 novembre 2008 PalaGrotte, Castellana Grotte  | Castellana Grotte  | 0 - 3 | Robursport Pesaro | 13-25, 20-25, 19-25               |
| 7ª giornata - 22 novembre 2008 PalaTriccoli, Jesi             | Giannino Pieralisi | 3 - 1 | Castellana Grotte | 25-20, 21-25, 25-16, 25-16        |
| 8ª giornata - 30 novembre 2008 PalaYamamay, Busto Arsizio     | Busto Arsizio      | 2 - 3 | Castellana Grotte | 23-25, 22-25, 25-19, 25-15, 12-15 |
| 9ª giornata - 4 dicembre 2008 PalaGrotte, Castellana Grotte   | Castellana Grotte  | 3 - 1 | Cesena            | 21-25, 25-21, 25-18, 25-16        |
| 10ª giornata - 13 dicembre 2008 PalaRavizza, Pavia            | Pavia              | 3 - 1 | Castellana Grotte | 25-20, 25-14, 21-25, 25-19        |
| 11ª giornata - 21 dicembre 2008 PalaGrotte, Castellana Grotte | Castellana Grotte  | 1 - 3 | Sirio Perugia     | 20-25, 25-22, 16-25, 18-25        |
| 12ª giornata - 27 dicembre 2008 PalaGrotte, Castellana Grotte | Castellana Grotte  | 3 - 0 | Santeramo         | 25-14, 25-21, 25-23               |
| 13ª giornata - 6 gennaio 2009 PalaMaddalene, Chieri           | Chieri             | 1 - 3 | Castellana Grotte | 18-25, 24-26, 25-23, 15-25        |

#### Girone di ritorno
| 14ª giornata - 11 gennaio 2009 PalaGrotte, Castellana Grotte        | Castellana Grotte | 3 - 0 | Asystel            | 25-20, 25-23, 25-23               |
| 15ª giornata - 18 gennaio 2009 PalaNorda, Bergamo                   | Bergamo           | 3 - 0 | Castellana Grotte  | 25-18, 25-20, 25-12               |
| 16ª giornata - 25 gennaio 2009 PalaGrotte, Castellana Grotte        | Castellana Grotte | 0 - 3 | Sassuolo           | 25-27, 23-25, 23-25               |
| 17ª giornata - 1º febbraio 2009 Palasport Città di Vicenza, Vicenza | Vicenza           | 3 - 1 | Castellana Grotte  | 25-23, 21-25, 25-21, 25-22        |
| 18ª giornata - 15 febbraio 2009 PalaGrotte, Castellana Grotte       | Castellana Grotte | 2 - 3 | Spes Conegliano    | 25-22, 20-25, 25-22, 21-25, 11-15 |
| 19ª giornata - 22 febbraio 2009 PalaDionigi, Sant'Angelo in Lizzola | Robursport Pesaro | 3 - 0 | Castellana Grotte  | 25-11, 25-20, 25-14               |
| 20ª giornata - 1º marzo 2009 PalaGrotte, Castellana Grotte          | Castellana Grotte | 1 - 3 | Giannino Pieralisi | 23-25, 19-25, 25-20, 24-26        |
| 21ª giornata - 8 marzo 2009 PalaGrotte, Castellana Grotte           | Castellana Grotte | 3 - 2 | Busto Arsizio      | 25-18, 25-21, 16-25, 22-25, 15-10 |
| 22ª giornata - 14 marzo 2009 Carisport, Cesena                      | Cesena            | 2 - 3 | Castellana Grotte  | 25-19, 19-25, 16-25, 25-19, 9-15  |
| 23ª giornata - 22 marzo 2009 PalaGrotte, Castellana Grotte          | Castellana Grotte | 3 - 0 | Pavia              | 25-21, 25-22, 25-16               |
| 24ª giornata - 16 marzo 2009 PalaEvangelisti, Perugia               | Sirio Perugia     | 3 - 2 | Castellana Grotte  | 25-18, 18-25, 25-13, 22-25, 15-10 |
| 25ª giornata - 5 aprile 2009 PalaCooper, Santeramo in Colle         | Santeramo         | 0 - 3 | Castellana Grotte  | 12-25, 20-25, 18-25               |
| 26ª giornata - 11 aprile 2009 PalaGrotte, Castellana Grotte         | Castellana Grotte | 3 - 1 | Chieri             | 25-18, 23-25, 25-18, 25-19        |

#### Play-off scudetto
| Quarti di finale (gara 1) - 14 aprile 2009 PalaGrotte, Castellana Grotte | Castellana Grotte | 0 - 3 | Robursport Pesaro | 20-25, 20-25, 16-25 |
| Quarti di finale (gara 2) - 17 aprile 2009 Adriatic Arena, Pesaro        | Robursport Pesaro | 3 - 0 | Castellana Grotte | 25-23, 25-20, 25-20 |

### Coppa Italia

#### Fase a eliminazione diretta
| Prima fase (andata) - 22 ottobre 2008 Pala167, Castellana Grotte | Castellana Grotte | 3 - 1 | Asystel           | 25-14, 24-26, 25-14, 25-15 |
| Prima fase (ritorno) - 29 ottobre 2008 Sporting Palace, Novara   | Asystel           | 3 - 1 | Castellana Grotte | 20-25, 25-20, 26-24, 25-21 |
| Quarti di finale - 6 febbraio 2009 PalaSele, Eboli               | Bergamo           | 3 - 0 | Castellana Grotte | 25-14, 25-17, 25-21        |

## Statistiche

### Statistiche di squadra
| Competizione | Punti | In casa | In casa | In casa | In trasferta | In trasferta | In trasferta | Totale | Totale | Totale |
| Competizione | Punti | G       | V       | P       | G            | V            | P            | G      | V      | P      |
| ------------ | ----- | ------- | ------- | ------- | ------------ | ------------ | ------------ | ------ | ------ | ------ |
| Serie A1     | 38    | 14      | 7       | 7       | 14           | 6            | 8            | 28     | 13     | 15     |
| Coppa Italia | -     | 1       | 1       | 0       | 1            | 0            | 1            | 3      | 1      | 2      |
| Totale       | -     | 15      | 8       | 7       | 15           | 6            | 9            | 31     | 14     | 17     |

G = partite giocate; V = partite vinte; P = partite perse

### Statistiche dei giocatori
| Giocatore   | Serie A1 | Serie A1 | Serie A1 | Serie A1 | Serie A1 | Coppa Italia | Coppa Italia | Coppa Italia | Coppa Italia | Coppa Italia | Totale | Totale | Totale | Totale | Totale |
| Giocatore   | P        | PT       | AV       | MV       | BV       | P            | PT           | AV           | MV           | BV           | P      | PT     | AV     | MV     | BV     |
| ----------- | -------- | -------- | -------- | -------- | -------- | ------------ | ------------ | ------------ | ------------ | ------------ | ------ | ------ | ------ | ------ | ------ |
| S. Benedito | 28       | 428      | 390      | 27       | 11       | 3            | 37           | 33           | 3            | 1            | 31     | 465    | 423    | 30     | 12     |
| L. Dalia    | 28       | 44       | 24       | 18       | 2        | 3            | 7            | 4            | 3            | 0            | 31     | 51     | 28     | 21     | 2      |
| H. De Haes  | 1        | 0        | 0        | 0        | 0        | 1            | 0            | 0            | 0            | 0            | 2      | 0      | 0      | 0      | 0      |
| E. Karalyus | 7        | 3        | 3        | 0        | 0        | 0            | 0            | 0            | 0            | 0            | 7      | 3      | 3      | 0      | 0      |
| E. Moncada  | 21       | 11       | 1        | 2        | 8        | 3            | 1            | 1            | 0            | 0            | 24     | 12     | 2      | 2      | 8      |
| E. Pereira  | 20       | 211      | 171      | 32       | 8        | 2            | 28           | 23           | 2            | 3            | 22     | 249    | 194    | 34     | 11     |
| I. Petkova  | 28       | 231      | 143      | 77       | 11       | 3            | 26           | 15           | 10           | 1            | 31     | 257    | 158    | 87     | 12     |
| A. Quaranta | 28       | 357      | 306      | 31       | 20       | 3            | 27           | 22           | 3            | 2            | 31     | 384    | 328    | 34     | 22     |
| M. Roani    | 17       | 50       | 42       | 6        | 2        | 2            | 11           | 10           | 1            | 0            | 19     | 61     | 52     | 7      | 2      |
| S. Sansonna | 28       | -        | -        | -        | -        | 3            | -            | -            | -            | -            | 31     | -      | -      | -      | -      |
| D. Scott    | 28       | 384      | 283      | 91       | 10       | 2            | 28           | 21           | 7            | 0            | 30     | 412    | 304    | 98     | 10     |
| P. Tribuzio | 4        | -        | -        | -        | -        | 0            | -            | -            | -            | -            | 4      | -      | -      | -      | -      |

P = presenze; PT = punti totali; AV = attacchi vincenti; MV = muri vincenti; BV = battute vincenti